# Cañar
Pour les articles homonymes, voir Cañar (homonymie).
Le Cañar est une province de l'Équateur créée le 3 novembre 1880.

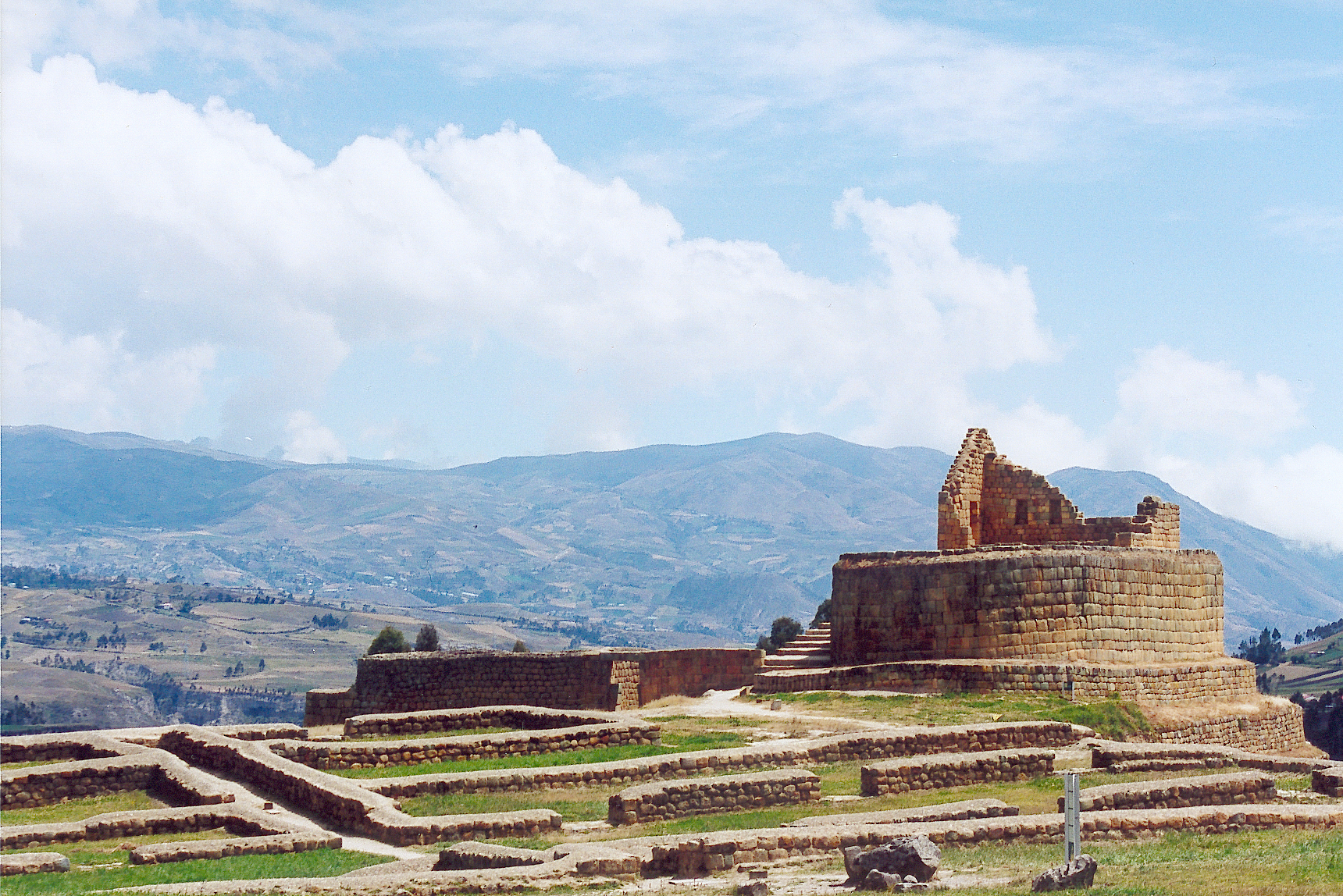
Ingapirca

## Géographie
Cette province est située au sud de l'Équateur. Elle couvre une superficie de 3 146 km2. Elle est délimitée au nord par la province de Chimborazo, à l'est par la province de Morona-Santiago, au sud par la province d'Azuay et à l'ouest par la province de Guayas. Sa capitale est Azogues.

### Découpage territorial

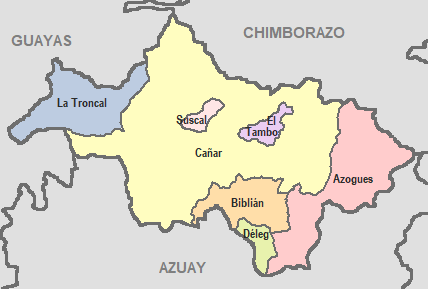
Cantons de Cañar.
En hachuré, la zone non incorporée d'El Piedrero.

La province est divisée en sept cantons (les cantons portent le nom de leur chef-lieu) :
| Canton     | Superficie (km2) | Population (2010) | Densité (hab./km2) | Chef-lieu  |
| ---------- | ---------------- | ----------------- | ------------------ | ---------- |
| Azogues    | 611              | 70 064            | 114,7              | Azogues    |
| Biblián    | 227              | 20 817            | 91,7               | Biblián    |
| Cañar      | 1 797            | 59 323            | 33                 | Cañar      |
| Déleg      | 76               | 6 100             | 80,3               | Déleg      |
| El Tambo   | 64               | 9 475             | 148                | El Tambo   |
| La Troncal | 319              | 54 389            | 170,5              | La Troncal |
| Suscal     | 49               | 5 016             | 102,4              | Suscal     |